# Куаме, Роминик
Ромини́к Куаме́ Нгесса́н (фр. Rominigue Kouamé N'Guessan; род. 17 декабря 1996, Lopou, Лагюн) — малийский футболист, полузащитник испанского клуба «Кадис» и сборной Мали.

## Клубная карьера
Куаме — воспитанник клубов Академи JMG, «Реал Бамако» и французского «Лилля». 6 августа 2017 года в матче против «Нанта» он дебютировал в Лиге 1 в составе последних. Летом 2018 года Роминик был арендован клубом «Париж». 17 августа в матче против «Безье» он дебютировал в Лиге 2. Летом 2019 года Куаме на правах аренды перешёл в бельгийский «Серкль Брюгге». 27 июля в матче против льежского «Стандарда» он дебютировал в Жюпиле лиге. 
В начале 2020 года Куаме был арендован «Труа». 27 января в матче против «Гавра» он дебютировал за новый клуб. 28 сентября в поединке против «Клермона» Роминик забил свой первый гол за «Труа». По итогам сезона он помог клубу выйти в элиту. По окончании аренды «Труа» выкупил трансфер игрока. 7 августа в матче против «Пари Сен-Жермен» он дебютировал за клуб в элите. 

## Международная карьера
19 января 2016 года в чемпионате Африки против сборной Уганды Куаме дебютировал за сборную Мали. В начале 2022 года в Роминик принял участие в Кубке Африки в Камеруне. На турнире он был запасным и на поле не вышел.